# ژول دالو
ژول دالو (انگلیسی: Jules Dalou; ۳۱ دسامبر ۱۸۳۸ – ۱۵ آوریل ۱۹۰۲) مجسمه‌ساز اهل فرانسه بود.
وی همچنین برندهٔ جوایزی همچون لژیون دونور (فرمانده)، لژیون دونور (افسر)، و لژیون دونور (شوالیه) شده‌است.
ژول دالو در ۱۵ آوریل ۱۹۰۲ درگذشت و مقبره وی در گورستان مونپارناس، پاریس است.